# 寶石石斑魚
寶石石斑魚（学名：Epinephelus areolatus），又稱巨點石斑魚，俗名為流氓格仔、糯米格，為輻鰭魚綱鱸形目鱸亞目鮨科的其中一個種。

## 分布
本魚分布於印度西太平洋區，包括紅海、日本、台灣、澳洲北部、斐濟、阿拉弗拉海等海域。

## 深度
水深3至50公尺。

## 特徵
本魚體長橢圓形；頭中大，頭背部斜直；眶間區窄，中央微突。眼較小，短於吻長。口大；上下頜前端各有2小圓錐狀齒；上頜外列齒較大，內列齒絨毛狀；下頜齒2列，排列疏鬆；腭骨和鋤骨均具齒。奇鰭在黑邊外再鑲白邊；體側的斑點大於瞳孔，背鰭具硬棘6枚，軟條15至17枚；臀鰭硬棘3枚，軟條8枚；腹鰭腹位，末端延伸不及肛門開口；胸鰭圓形，中央之鰭條長於上下方之鰭條，且長於腹鰭，但短於後眼眶長；尾鰭截形。體被細小櫛鱗；側線鱗孔數49至53枚；縱列鱗數97至116枚。幼魚時之體色則有所不同，幼魚在其頭部，體側及各部位鰭膜上均密布黃色或褐色斑點，成長之後斑點會變大。體長可達35公分。

## 生態
幼魚期棲息在較淺之礁區水域，長大後在較深水域包括礁石區、礁砂區、海藻區或淺大陸棚區，以小魚及甲殼類為食。

## 經濟利用
為經濟性的食用魚，是和紅燒、煮湯皆適宜。

## 扩展阅读
維基物種上的相關：宝石石斑鱼